# Saulius Šarkauskas
Saulius Šarkauskas (Klaipėda, 25 april 1970) is een voormalig wielrenner uit Litouwen. Hij was beroepsrenner van 1996 tot 2003, en reed zijn gehele profcarrière in Portugese dienst. Šarkauskas vertegenwoordigde zijn vaderland tweemaal bij de Olympische Spelen: in 1992 (Barcelona) en 2000 (Sydney).

## Erelijst
1992
- Proloog deel d Ronde van Polen
- 23e in Olympische Spelen, individuele wegwedstrijd (amateurs)

1994
- Eindklassement Ronde van Normandië

1996
- 1e etappe GP da Póvoa de Varzim
- 1e etappe GP Internacional Costa Azul
- 1e etappe GP Jornal de Noticias
- 3e etappe GP Sport Noticias
- 6e etappe GP Sport Noticias
- 4e etappe Tour du Poitou-Charentes et de la Vienne
- 1e etappe Trofeo Joaquim Agostinho
- 3e etappe Ronde van Portugal
- 3e etappe Ronde van Alentejo

1997
- 3e etappe deel a GP do Minho
- 4e etappe deel b GP do Minho
- 1e etappe GP Gondomar
- 4e etappe deel b GP Jornal de Noticias
- 4e etappe GP Mosqueteiros - Rota do Marquês
- Eindklassement GP Mosqueteiros - Rota do Marquês
- 4e etappe GP Sport Noticias
- 6e etappe GP Sport Noticias
- 2e etappe Ronde van Alentejo

1998
- 2e etappe Ronde van de Algarve
- 4e etappe GP Abimota
- 3e etappe GP do Minho
- 4e etappe deel b Trofeo Joaquim Agostinho

1999
- 5e etappe Ronde van de Algarve
- Circuito do Restaurante Alpendre
- 4e etappe GP Abimota
- 3e etappe GP do Minho
- 5e etappe GP do Minho
- 2e etappe GP Jornal de Noticias
- 2e etappe GP Matosinhos
- 3e etappe GP Matosinhos
- Eindklassement GP Matosinhos
- 2e etappe GP Sport Noticias
- 3e etappe GP Sport Noticias
- 5e etappe GP Sport Noticias
- 4e etappe Ronde van Portugal

2000
- 5e etappe GP Abimota
- 5e etappe Trofeo Joaquim Agostinho
- 2e etappe Volta às Terras de Santa Maria Feira
- 5e etappe GP Jornal de Noticias
- 14e etappe Ronde van Portugal
- Puntenklassement Ronde van Portugal

2001
- 5e etappe Ronde van de Algarve
- 1e etappe GP Matosinhos
- 2e etappe GP do Minho
- 1e etappe GP PAD
- Eindklassement GP PAD

## Grote rondes
Eindklasseringen in grote rondes, met tussen haakjes het aantal etappeoverwinningen.
| Jaar | Ronde van Italië | Ronde van Frankrijk | Ronde van Spanje |
| ---- | ---------------- | ------------------- | ---------------- |
| 2000 |                  |                     | 69e              |